# Södra Teatern
Södra Teatern är ett kultur- och nöjespalats vid Mosebacke torg på Södermalm i Stockholm. Byggnaden invigdes 1859 och är en av Sveriges äldsta bevarade teatrar, men fungerar idag inte som en traditionell teater utan som en mångsidig nöjesdestination med ett brett programutbud.
Verksamheten omfattar konserter, nattklubbar, samtal, föreläsningar, företagsevent och privata tillställningar. Under sommarhalvåret är den populära Mosebacketerrassen en central mötesplats med utsikt över Stockholm, mat- och dryckesservering samt liveframträdanden under bar himmel.
Södra Teatern rymmer flera olika scener och miljöer, inklusive Stora Scen – den ursprungliga teatersalongen, Kägelbanan – en separat konsertscen som även används för klubb- och företagsevenemang, Champagnebaren – en exklusiv lokal med stor privat balkong och utsikt över Stockholm som även på sommaren är öppen för allmänheten, samt Kristallen – en modern eventlokal med flexibel utformning, privat balkong och utsikt över Stockholm.
Södra Teatern har en internationell profil och presenterar en stor variation av evenemang året runt. Södra Teatern ägdes fram till 2018 av Riksteatern. År 2018 sålde Riksteatern verksamheten Södra Teatern AB och fastigheten till Maelir AB.

## Historia

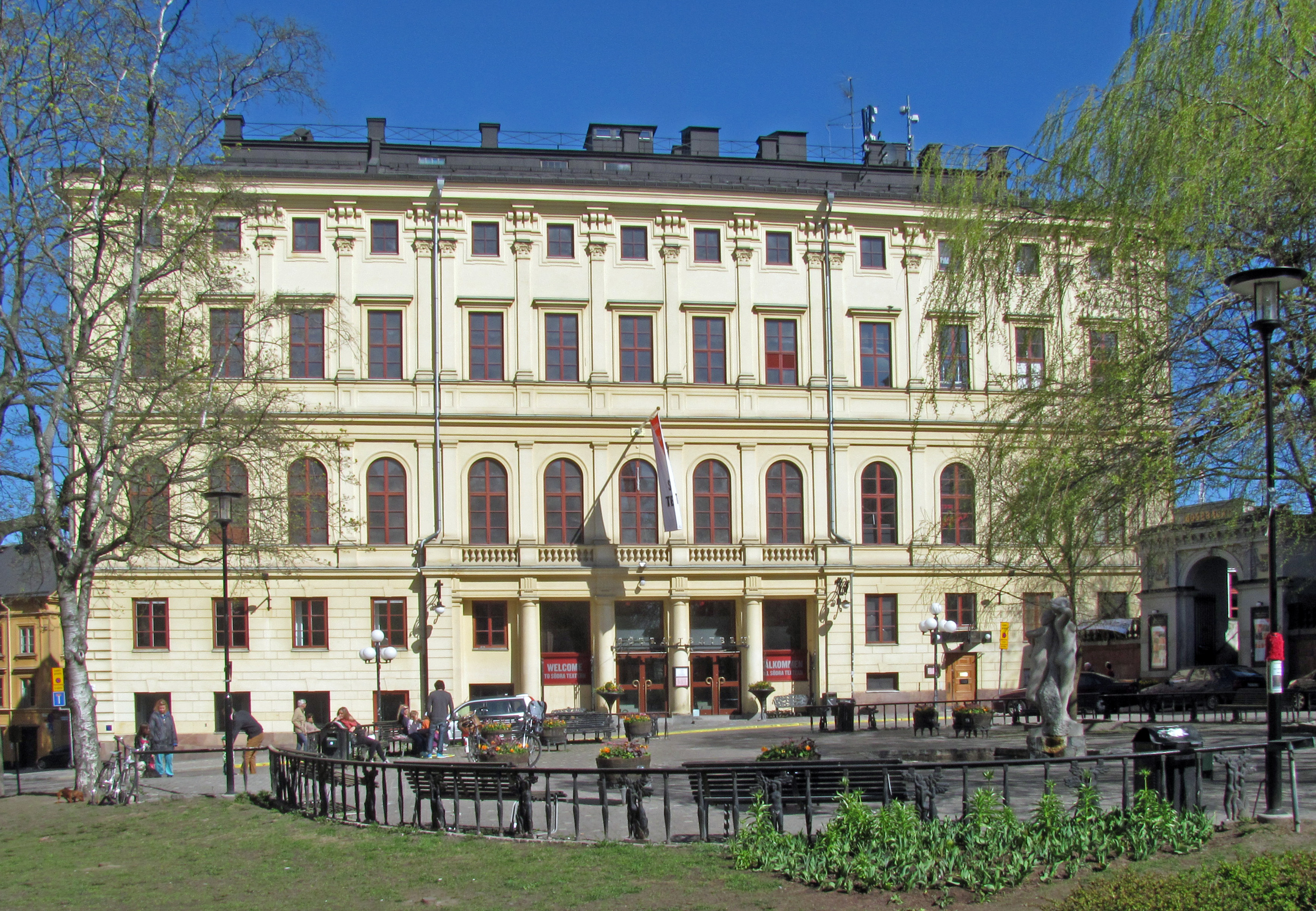
Fasaden mot Mosebacke torg, 2012.

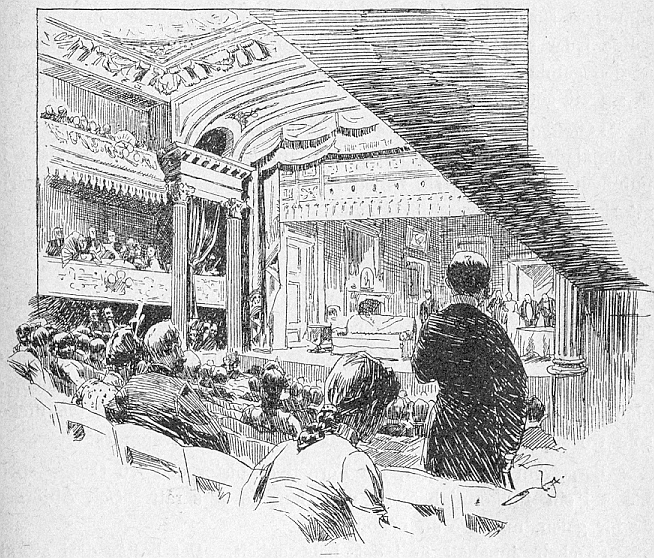
Södra Teaterns salong 1889 på en teckning av Vicke Andrén.

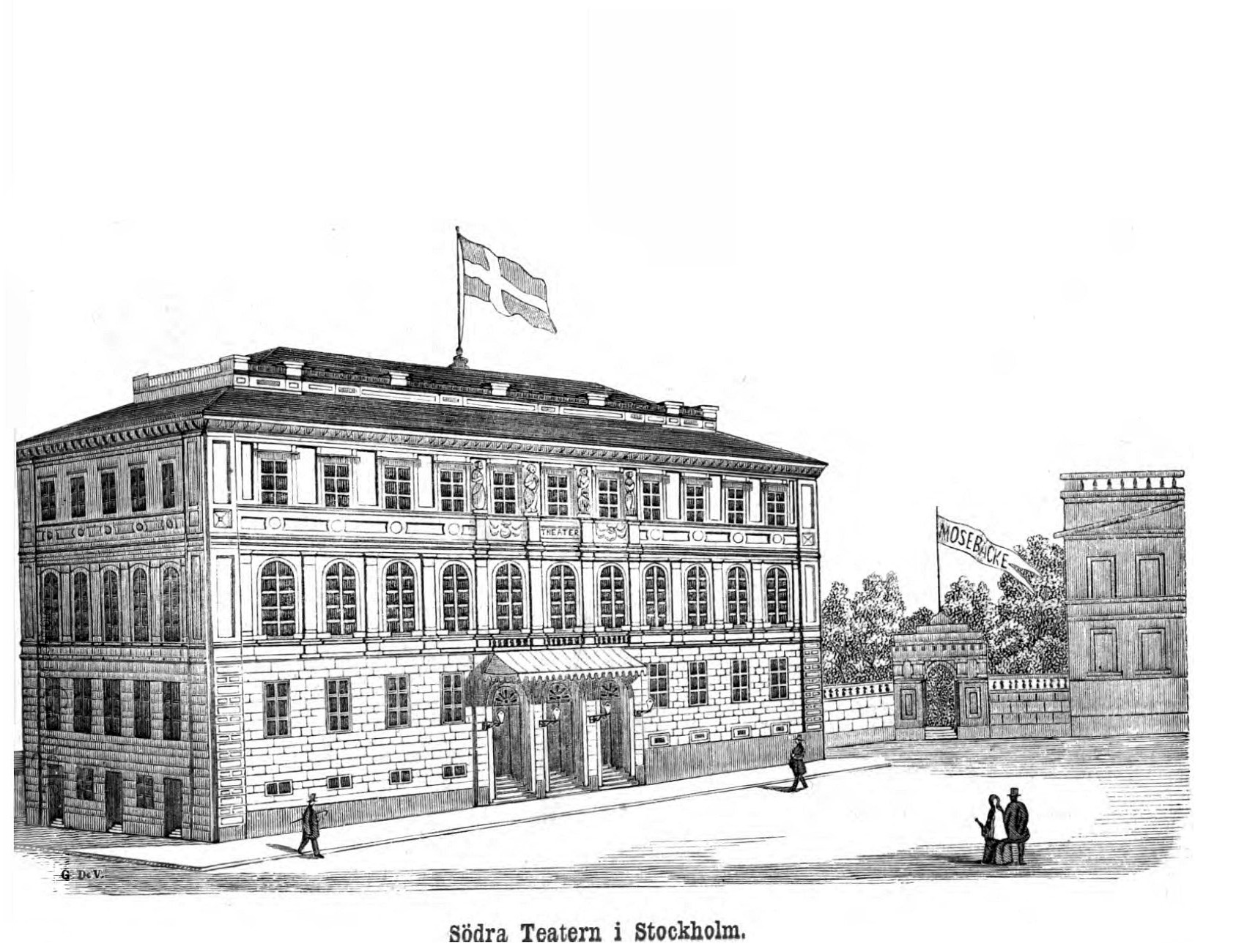
Södra Teatern avbildad i Svea folkkalender 1862.

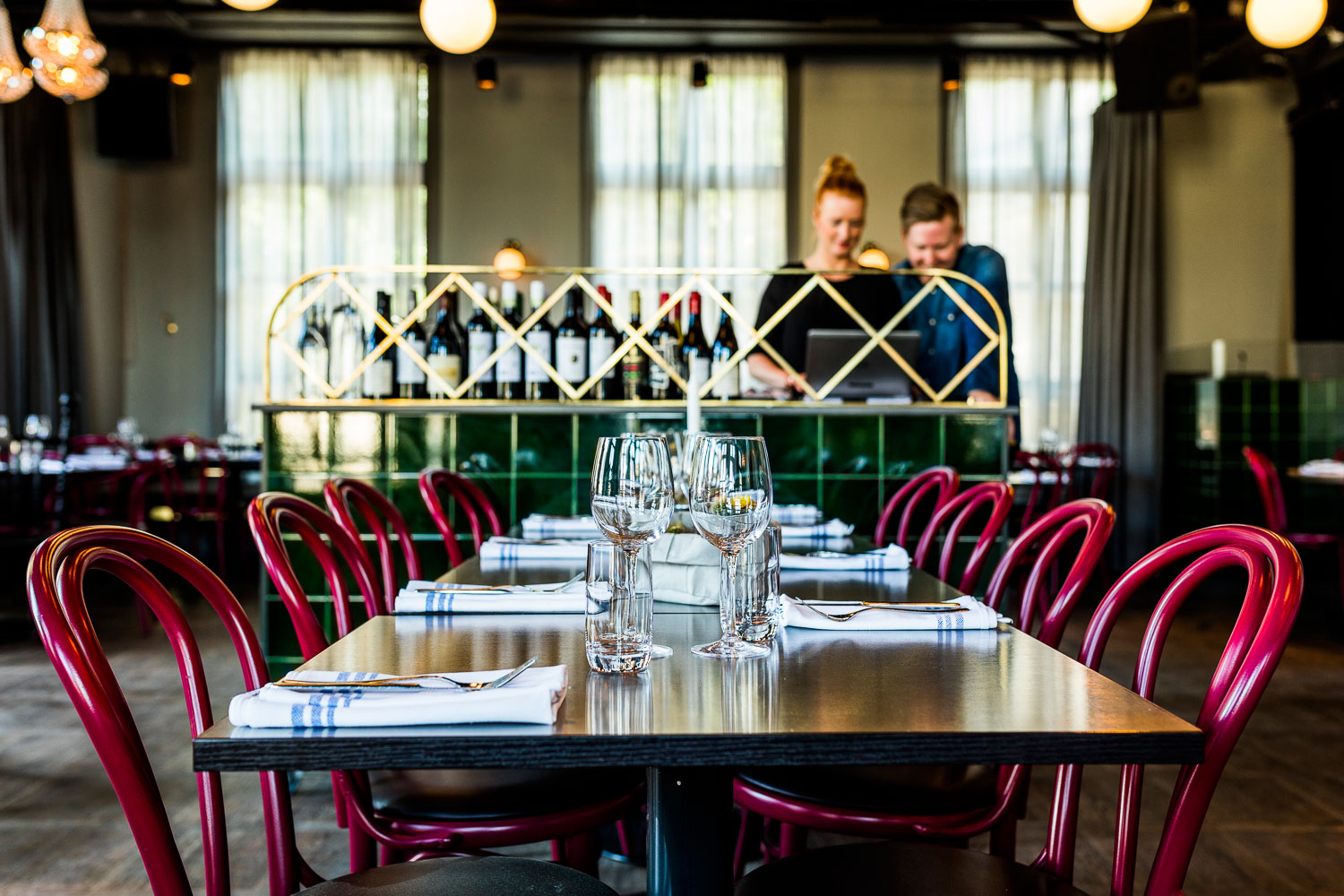
Restaurang Mosebacke Etablissement, 2016.

I slutet av 1700-talet låg värdshuset Stockholms vapen där Södra Teatern är belägen idag. Värdshuset hade en trädgård och stor utsikt över Stockholm.

### Den första teatern
Värdshuset köptes år 1850 av C. A. Wallman, som byggde ut det till ett "förlustelseställe" med bland annat karuseller, dansbana och sommarteater. År 1851 revs värdshuset och en teater byggdes efter ritningar av Johan Fredrik Åbom som stod färdig 1853.  Samma år invigdes den första salongen som erbjöd farser, vaudeviller och komedier.  Teatern sköttes först av Johan Willehad Weselius och Robert Broman, varefter teatersällskapet år 1855 togs över av Ludvig Zetterholm.
I augusti 1857 brann teatern ned samtidigt med flera andra byggnader runt Mosebacke under Mosebacke brand 1857. Under uppbyggnaden av den nya teatern huserade teaterdirektör Ludvig Zetterholm med sitt sällskap bland annat i den gamla Meyerska sidenfabriken på Sankt Paulsgatan 13.

### Andra teatern
Den 1 december 1859 invigdes den nuvarande Södra Teatern efter nya ritningar av Johan Fredrik Åbom. Dagen efter invigningen kallades den av Aftonbladet för en av världens vackraste teatrar. Den beskrevs som en folklig teater som åtnjöt stora succéer bland allmänheten som ofta framförde "trollerier", dvs revyer. Från 1870 uppförde den ofta och framgångsrikt operetter. 
Teaterns framgångar fortsatte fram till 1873 då pengarna oväntat tog slut. Zetterholm kunde inte betala skådespelarnas löner och i ren desperation gick han upp till vinden och tog sitt liv. Det sägs att hans vålnad än i dag finns kvar på teaterns öde vind.
Under 1880- och 1890-talen var teatern en utpräglad varietéteater.
År 1890 skedde en uppmärksammad olycka vid teatern då Victor Rolla, varietéartist och fallskärmshoppare, omkom i vad som senare har kallats Sveriges första flygrelaterade dödsolycka. Han hade engagerats av källarmästaren Quintus Mellgren, som drev restaurangen i teaterhuset. Rolla lyfte från Mosebacke med en ballong som störtade en stund efter starten, och Rolla omkom.
År 1896 tvingades teatern att stänga efter att riksdagen hade infört alkoholförbud under föreställningarna, vilket ledde till att publiken svek.

### Tredje teatern
Efter ett halvårs ombyggnationer, öppnade teatern igen den 29 december 1900, men det dröjde ytterligare fem år innan de gjorde succé, det stora genombrottet för nya Södra Teatern blev revyn Stockholmsluft år 1905.
Efter första världskriget efterfrågades ett nöjesliv à la Paris även i Stockholm. Södran hittade sin plats på nöjeskartan med hjälp av bland annat författaren Kar de Mumma och artister som Thor Modéen och Sickan Carlsson. 1939 tog Gustav Wally över som teaterchef på Södra Teatern. Han satte upp revyn Uppåt väggarna, vari Nils Poppe slog igenom.
Under 1950-talet började intresset för revyer minska och samtidigt hade lokalerna blivit alltför slitna och 1958 togs ett rivningsbeslut. Beslutet upprörde många, bland annat Evert Taube som startade en proteströrelse för att rädda Södran.  Upprustningen skedde successivt, och inte förrän 1967 kunde Södra Teatern återinvigas. Teaterscenerna i Ingmar Bergmans Oscarsbelönade film Fanny och Alexander 1982 spelades in här. 1984–1985 sattes musikalen Kavallerijungfrun upp på Södra Teatern.
Byggnaden har under början av 1900-talet byggts ut genom bredda den med ytterligare två rader på vänstra sidan och en våning extra, från fyra till fem våningar. De tre ingångarna har blivit fem, och fyra statyer ovanför portarna har tagits bort.

## Uppsättningar
Den nya Södra Teatern invigdes 1 december 1859 med två pjäser av Frans Hedberg: Invigningen och Det är aldrig för sent.

### Fotnoter
1. ↑  ”Tidningsnotis”. Aftonbladet:  s. 2. 1 december 1858. http://tidningar.kb.se/4112678/1858-12-01/edition/0/part/1/page/2. Läst 14 juli 2016.
2. ↑  Andersson, Henrik O.; Bedoire Fredric (19). Stockholms byggnader: en bok om arkitektur och stadsbild i Stockholm (4., omarb. uppl.). Stockholm: Prisma. Libris 8357899. ISBN 91-518-1841-8
3. ↑  ”Arkiverade kopian”. Arkiverad från originalet den 10 juli 2017. https://web.archive.org/web/20170710050138/http://sodrateatern.com/wp-content/uploads/2014/11/S%C3%96DRA-TEATERNS-HISTORIA.pdf. Läst 1 april 2019.
4. ↑  Johannesson Lars museiman, red (1990). Stadsvandringar. 13. Stockholm: Stockholms stadsmuseum. Libris 3685996
5. ↑  Hvar 8 dag : illustreradt magasin, Andra årgången, [1 oktober 1900 - 29 september 1901], D F Bonnier, Göteborg 1901, s. 221
6. ↑  ”Husets Historia”. Södra Teatern. Arkiverad från originalet den 28 juni 2009. https://web.archive.org/web/20090628164337/http://www.sodrateatern.com/sv/Om-Sodra-teatern/Husets-historia/. Läst 1 september 2009. Husets historia på Södra Teaterns webbplats.
7. ↑  ”Teaterannons”. Aftonbladet:  s. 1. 29 november 1859. http://tidningar.kb.se/4112678/1859-11-29/edition/0/part/1/page/1. Läst 4 augusti 2016.